# Maxim Sacharowitsch Saburow
Maxim Sacharowitsch Saburow (russisch Максим Захарович Сабуров; * 19. Februar 1900 in Druschkowka, Gouvernement Jekaterinoslaw, Russisches Kaiserreich; † 24. März 1977 in Moskau) war ein sowjetischer Politiker.

## Biografie

### Aufstieg zum Vorsitzenden von Gosplan
Ausbildung
Saburow wurde 1920 Mitglied der Kommunistischen Partei Russlands, der späteren KPdSU. Er besuchte von 1923 bis 1926 die Swerdlow-Parteihochschule und studierte von 1928 bis 1933 am Baumann-Institut für Mechanik in Moskau. Er wurde Ingenieur und Ökonom.
Aufstieg in Partei und Wirtschaft
Er wirkte in verschiedenen Organisationen: Zwischen 1921 und 1926 war er Funktionär des Komsomol in der Oblast Donezk, 1926–1928 dann Propagandist der RKP (B) im Donbass. Ab 1933 war er kurzzeitig Leiter eines technischen Planungsbüros einer Maschinenfabrik in Moskau und bald danach Abteilungsleiter eines Maschinenbaubetriebes in Kramatorsk.
1937 wurde er Hauptingenieur der Abteilung Schwermaschinenbau im Ministerium für Maschinenbau der UdSSR.
Bei der Gosplan
Erstmals bekannt wurde er 1938 als Stellvertretender Vorsitzender des Komitees für die Wirtschaftsplanung – kurz Gosplan genannt, nachdem er vorher kurzzeitig Chef des Sektors Maschinenbau war. Vorsitzender von Gosplan war von 1938 bis 1949 Nikolai Wosnessenski. Während des Zweiten Weltkriegs spielte er für das Staatliche Verteidigungskomitee der UdSSR eine wichtige Rolle in der Gosplan und als Vorsitzender des Wirtschaftsrates der Verteidigungsindustrie.
In der ersten Nachkriegszeit war er Stellvertretender Vorsitzender der Sowjetischen Militäradministration in Deutschland (SMAD) (oberste Chefs waren damals Marschall Schukow und Marschall Sokolowski).
1946 wurde er wieder Stellvertretender Vorsitzender von Gosplan. Vom 5. März 1949 bis zum 28. Februar 1955 war er Vorsitzender von Gosplan, nachdem Wosnessenski durch Josef Stalin liquidiert worden war. Zugleich wurde Saburow 1949 Stellvertretender Vorsitzender des Ministerrats der UdSSR in den Kabinetten von Stalin und Georgi Malenkow.

### Im Zentrum der Macht
1952 wurde er Mitglied im Zentralkomitee und er stieg auf in das höchste politische Gremium der UdSSR, er wurde Vollmitglied im Politbüro der Kommunistischen Partei der Sowjetunion (KPdSU) (damalige Bezeichnung: Präsidium), und zwar in der Zeit vom  16. Oktober 1952 bis zum 29. Juni 1957.
Am 28. Februar 1955 rückte er im Ministerrat der UdSSR auf zum Ersten Stellvertretenden Ministerpräsident im Kabinett von Bulganin, ein Amt, das er bis zum 5. Juli 1957 wahrnahm. Von 1953 bis 1957 war er auch Minister für Maschinenbau.

### Missglückter Putsch gegen Chruschtschow
1957 versuchten die Politbüromitglieder und Altstalinisten Saburow, Malenkow, Molotow, Kaganowitsch, Perwuchin, Bulganin und Woroschilow den Ersten Sekretär des Zentralkomitees (ZK) der KPdSU Nikita Chruschtschow abzulösen. Mit Hilfe des schnell einberufenen ZKs gelang es Chruschtschow jedoch, dieses zu verhindern. Saburow verlor seine Ämter in Politbüro und Regierung und 1961 auch seinen Sitz im ZK. Von 1958 bis zur Pensionierung 1966 war er in Sysran Direktor des dortigen Betriebs für Schwermaschinenbau und anschließend eines Betriebes für Plastverarbeitung in Sysran.